# Ailein Duinn, ò hì shiubhlainn leat

Ailein duinn, ò hì shiubhlainn leat est le nom d'un chant traditionnel gaélique. Il s'agit d'une complainte, chantée en gaélique écossais pour Ailean Moireasdan, un capitaine de marine de l’île de Lewis dans les Hébrides par sa fiancée, Annag Chaimbeul.  
Ce chant appartient au genre de l'òran-luaidh ou, en scots, waulking songs (chants à fouler, utilisés par les groupes de femmes qui se chargeaient du foulage de la laine).   
Des passages de ce chant, ainsi que sa mélodie, ont été repris par Troels Folmann pour composer le thème principal de Tomb Raider: Legend.   

## Origines
Au printemps 1786 ou 1788, selon les sources, Ailean Moireasdan se serait embarqué à Steòrnabhagh pour l’île de Sgalpaigh (Scalpay), au sud de Leodhas (Lewis), afin de se marier avec Annag Chaimbeul. Mais leur navire aurait sombré dans une tempête. La pauvre Annag aurait composé ce triste chant avant de mourir de chagrin, se jetant probablement à la mer, puisqu’on aurait retrouvé son corps sur la plage, non loin du lieu du naufrage. 

## Versions
De nombreuses versions et interprétations existent. Les plus connues sont sans doute celles de Capercaillie, chantée par Karen Matheson sur l'album To the Moon (1995) et dans le film Rob Roy, sorti la même année, et celle de la chanteuse dublinoise Méav Ní Mhaolchatha (en), sur son album méav (1998). 
Tobar an Dualchais (en) est une plateforme chargée de préserver et de numériser les archives gaéliques collectées par l'École des hautes études gaéliques (en) de l'Université d'Édimbourg, la BBC Écosse et la Collection Canna du National Trust for Scotland. Cette plateforme recense au moins 14 enregistrements oraux. 
Ailein duinn, ò hì shiubhlainn leat ne doit pas être confondu avec Ailein Duinn, nach till thu’n taobh seo, autre chant gaélique écossais composé pour un autre Alain : Ailean MacDhòmhaill (dont Capercaillie a aussi interprété une version sur l'album At the heart of it all, sorti en 2013). 

## Paroles

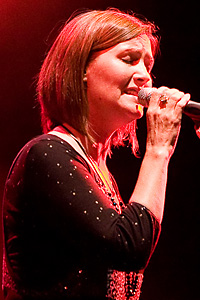
Karen Matheson, en concert avec Capercaillie lors du festival Celtic Rock 2007, à Glamis Castle en Écosse, 31 août 2007.

Les paroles suivantes sont celles de la version de Capercaillie:
| Gàidhlig                                        | Français                                      |
| ----------------------------------------------- | --------------------------------------------- |
| 1                                               |                                               |
| Gura mise tha fo éislean                        | Que la tristesse m’envahit,                   |
| Moch sa mhaduinn is mi ‘g éirigh                | Tôt le matin quand je me lève                 |
| Séist                                           | Refrain                                       |
| Ò hì shiùbhlainn leat                           | Oh, je partirais avec toi                     |
| Hì ri bhò hò ru bhì                             | Hì ri bhò hò ru bhì                           |
| Hì ri bhò hò rinn o ho                          | Hì ri bhò hò rinn o ho                        |
| Ailein Duinn, ò hì shiubhlainn leat             | Alain aux cheveux bruns, oh, partir avec toi  |
| 2                                               |                                               |
| Ma ‘s e ‘n cluasag dhut a’ ghaineamh            | Si ta tête repose sur le sable                |
| Ma ‘s e leabaidh dhut an fheamainn              | Si ton corps repose sur les algues            |
| 3                                               |                                               |
| Ma ‘s e ‘n t-iasg do choinnlean geala           | Si les poissons sont tes chandelles           |
| Ma ‘s e na ròin do luchd-faire                  | Si les phoques sont veilleurs                 |
| 4                                               |                                               |
| Dh’òlainn deoch ge b’ oil le càch e             | Je boirais la coupe, malgré les autres,       |
| De dh’fhuil do choim ‘s tu ‘n déidh do bhathadh | Du sang de ton cœur et de toi après ta noyade |

## Remarques linguistiques
« Ailein Duinn » est le vocatif de « Ailean Donn ». En gaélique écossais, on utilise ce cas grammatical pour apostropher ou interpeller directement une personne. Au vocatif, les noms commençant par une consonne sont précédés de « a », prennent l’inflexion du « h » si cette consonne peut être infléchie (cette inflexion est une lénition) et leur dernière consonne est palatisée s’ils sont masculins. Ces modifications grammaticales sont phonétiques : elles s’entendent à l’oral.
Le verbe « siubhail » peut signifier marcher, traverser, voyager, chercher, mais c’est aussi un euphémisme pour mourir : « shiubhlainn leat » signifie partir « je partirais avec toi » au sens propre comme eu sens figuré.
« Hì ri bhò hò ru bhì » et « Hì ri bhò hò rinn o ho » sont des interjections chantées intraduisibles dont la fonction est mélodique.